# Gare de Servas - Lent
Gare de Servas - Lent vasútállomás Franciaországban, Servas településen.

## Vasútvonalak
Az állomást az alábbi vasútvonalak érintik:
- Lyon-Saint-Clair-Bourg-en-Bresse-vasútvonal

## Kapcsolódó állomások
A vasútállomáshoz az alábbi állomások vannak a legközelebb:
- Gare de Saint-Paul-de-Varax
- Gare de Bourg-en-Bresse